# Hiệp hội Gia cầm Việt Nam
Hiệp hội Gia cầm Việt Nam, tên trước đây là Hiệp hội Chăn nuôi gia cầm Việt Nam, được thành lập năm 2003, là tổ chức xã hội - nghề nghiệp tự nguyện của các tổ chức, công dân Việt Nam hoạt động trong ngành gia cầm, dịch vụ liên quan đến ngành gia cầm theo quy định của pháp luật.
Mục đích hoạt động của Hiệp hội là tập hợp, đoàn kết, bảo vệ quyền lợi và lợi ích hợp pháp của hội viên, hỗ trợ nhau hoạt động, sản xuất kinh doanh có hiệu quả, góp phần phát triển kinh tế - xã hội của đất nước.
Hiệp hội có tên giao dịch tiếng Anh là Vietnam Poultry Association, viết tắt là VPA.
Điều lệ Hiệp hội hiện hành được Bộ Nội vụ phê duyệt tại Quyết định số 149/QĐ-BNV ngày 05 tháng 3 năm 2025, cùng Quyết định số 149/QĐ-BNV ngày 5 tháng 3 năm 2025 của Bộ Nội vụ về việc cho phép đổi tên Hiệp hội Chăn nuôi gia cầm Việt Nam thành Hiệp hội Gia cầm Việt Nam và phê duyệt Điều lệ Hiệp hội Gia cầm Việt Nam.
Trụ sở Hiệp hội đặt tại địa chỉ: Số nhà 906, Tòa nhà CT4, The Pride, phường La Khê, quận Hà Đông, Thành phố Hà Nội, Việt Nam.
Văn phòng đại diện phía Nam: 496/101 Dương Quảng Hàm, Phường 6, quận Gò Vấp, Thành phố Hồ Chí Minh.

## Hoạt động
Trong suốt quá trình hoạt động kể từ ngày thành lập năm 2003, Hiệp hội đã trải qua 5 kỳ đại hội:
1. Đại hội lần thứ nhất, nhiệm kỳ (2003 - 2008)
2. Đại hội lần thứ hai, nhiệm kỳ (2008 - 2013)
3. Đại hội lần thứ ba, nhiệm kỳ (2013 - 2019)
4. Đại hội lần thứ tư, nhiệm kỳ (2019 - 2023)
5. Đại hội lần thứ năm, nhiệm kỳ (2024 - 2029)

## Ngày Trứng Quốc tế
Ngày Trứng Quốc tế (World Egg Day), được Ủy ban Trứng Quốc tế (IEC, International Egg Commission) đề xuất tại Đại hội IEC Vienna năm 1996 là ngày lễ quốc tế, chọn là ngày Thứ Sáu thứ hai của tháng 10 hàng năm. Tuy nhiên đề xuất ngày lễ này chưa được thừa nhận rộng rãi.